# Homochira mintha
Homochira mintha är en fjärilsart som beskrevs av Fawcett 1917. Homochira mintha ingår i släktet Homochira och familjen tofsspinnare. Inga underarter finns listade i Catalogue of Life.